# İslamhaneleri, Bodrum
İslamhaneleri là một xã thuộc huyện Bodrum, tỉnh Muğla, Thổ Nhĩ Kỳ. Dân số thời điểm năm 2011 là 2.436 người.